# Max Bentele (Maler)

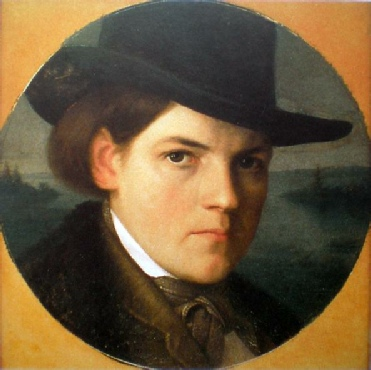
Selbstporträt des jungen Max Bentele

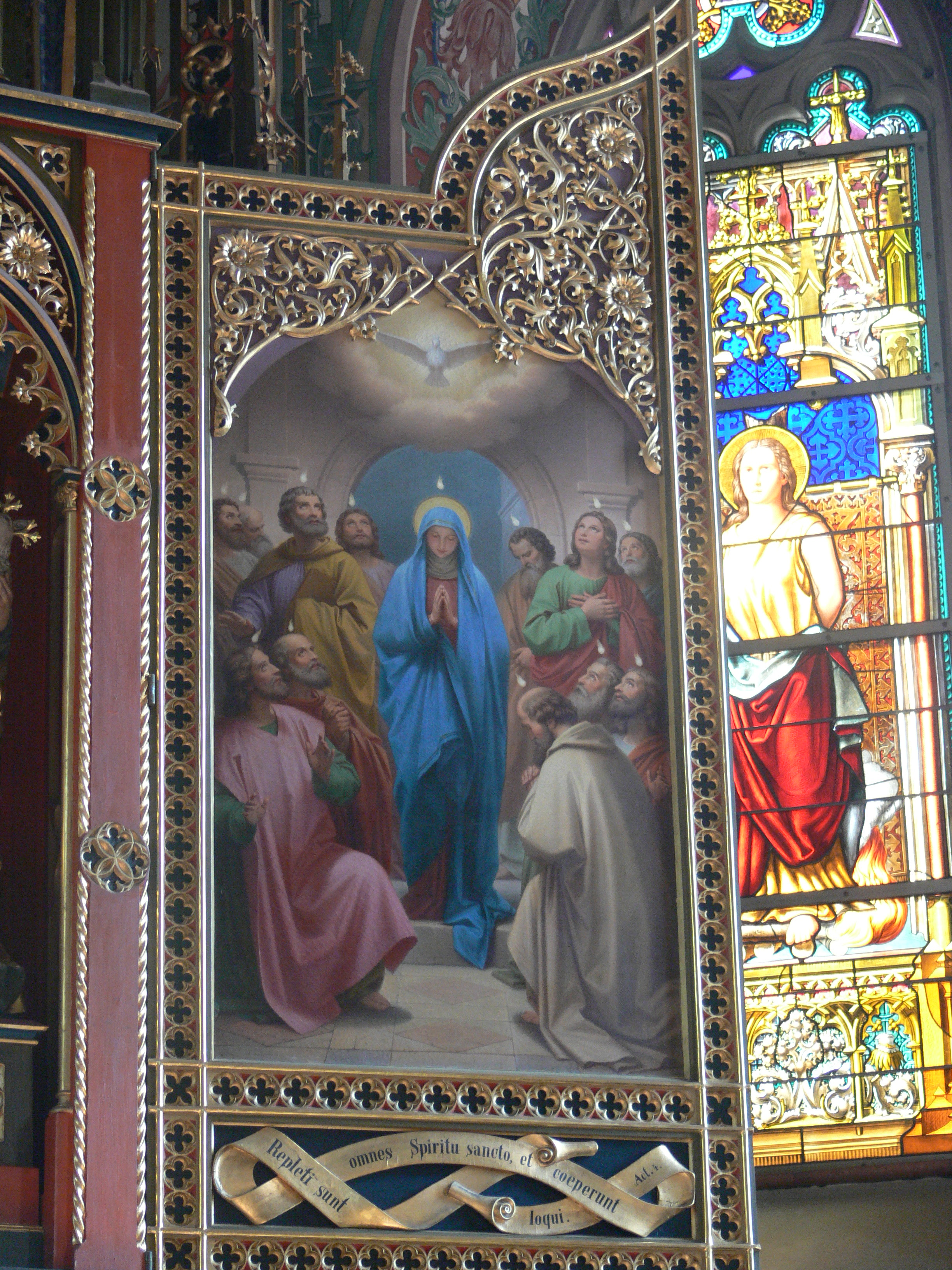
Pfingstwunder, Flügelgemälde des Hochaltars der Pfarrkirche St. Pelagius, Weitnau

Max Bentele (* 25. Juli 1825 in Lindenberg im Allgäu; † 9. März 1893 ebenda; auch Maximilian Bentele) war ein deutscher Historien- und Kirchenmaler (in der Kaiserzeit als Dekorationsmaler bezeichnet).

## Jugend und Ausbildung
Max Bentele wuchs als Sohn des Zimmermanns und Tischlers Josef Bentele und dessen Ehefrau Karoline in einem kleinen Landwirtschaftsbetrieb in Lindenberg-Raisach auf. Der künstlerisch begabte Vater hatte in seiner Jugendzeit in München eine Zeichenschule besucht und unterstützte in diesem Sinne auch seinen lernbegierigen und eifrigen Sohn, dem er vor Lesen und Schreiben die Kenntnisse im Zeichnen vermittelte. Später setzten sein Grundschullehrer und der Simmerberger Salzfaktor die zeichnerische Ausbildung von Max Bentele fort.
Nach erfolgreichen zusätzlichen Lateinstunden konnte er bereits 1841 – mit 16 Jahren – ein Studium an der Polytechnischen Schule zu München beginnen. Ein Jahr danach (1842) wechselte er an die Akademie der Bildenden Künste München und studierte dort insgesamt acht Jahre; anfangs bei Clemens Zimmermann und anschließend bei Heinrich Heß, und Julius Schnorr sowie bei Joseph Schlotthauer und Moritz von Schwind.
Während ihn die künstlerische Phantasie Moritz von Schwinds faszinierte fühlte er sich menschlich und künstlerisch zu dem ebenfalls an der Münchener Akademie tätigen Oberstdorfer Maler Johann Schraudolph hingezogen. Nach dem Tode von Benteles Eltern übernahm dieser Mentor die Rolle eines Ersatzvaters. 
König Ludwig I. belohnte die Leistungen Benteles (Zeichnungen, Skizzen, Akte, Faltenwurfstudien) mit mehreren Stipendien.

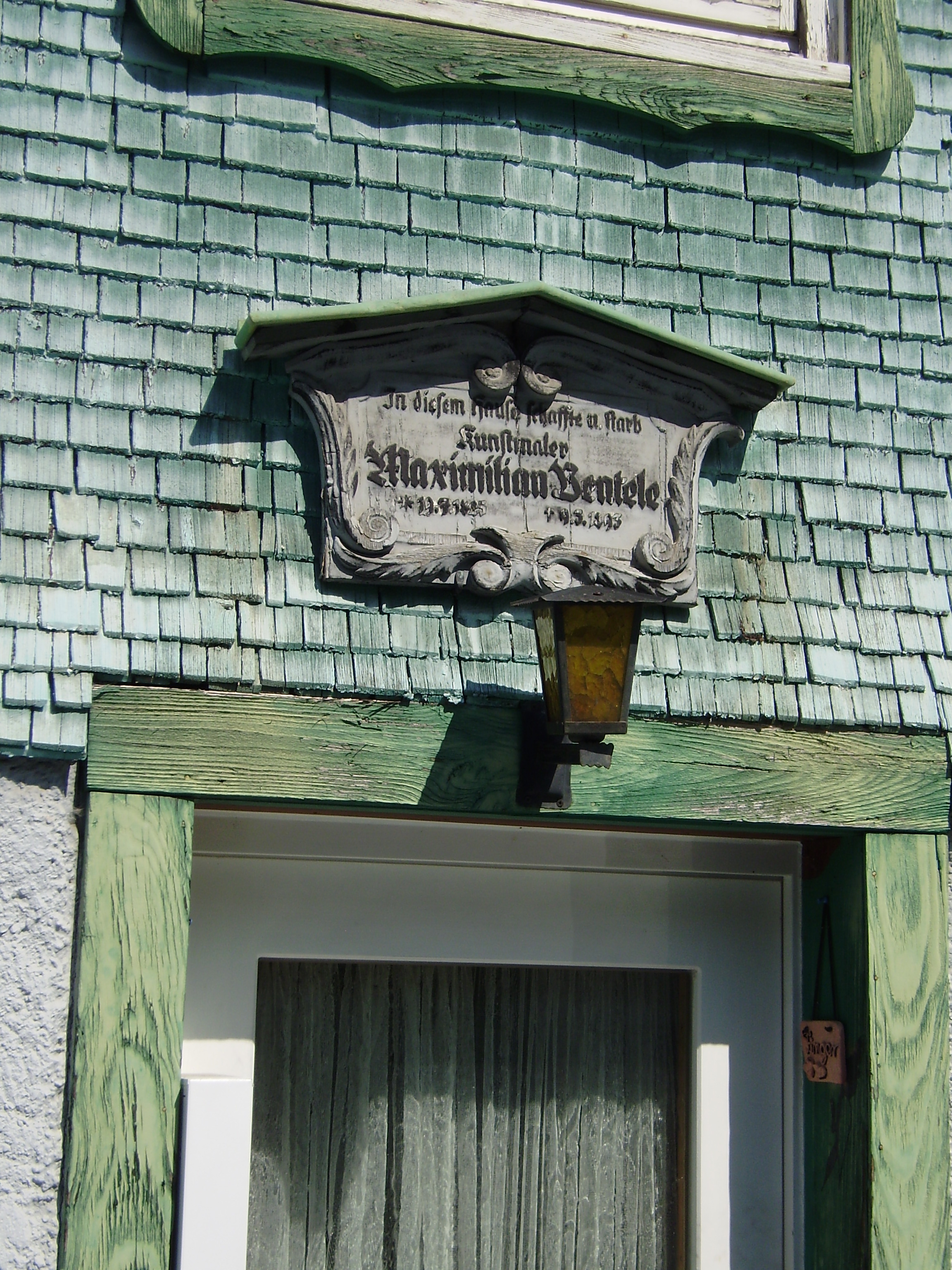
Erinnerungstafel an seinem Haus in Lindenberg

## Assistentenzeit
Nach seiner erfolgreichen Prüfung arbeitete Bentele gemeinsam mit anderen schon renommierten Künstlern an größeren Projekten, so 1849 für Augustin Palme  an dessen großen Fresken der Basilika Vierzehnheiligen bei Bamberg. Unter der Leitung Johann von Schraudolphs (1850–1852) malte er sieben Fresken im Dom zu Speyer. In Schraudolphs Auftrag und nach dessen Entwürfen entstanden 1855–1856 die Fresken in den Kirchen zu Bruchsal und Baden-Baden. Auch Edward von Steinle ließ Max Bentele 1861–1868 für seine Fresken im Treppenhaus des im Zweiten Weltkrieg zerstörten alten Wallraf-Richartz-Museums nach Köln kommen und arbeiten.

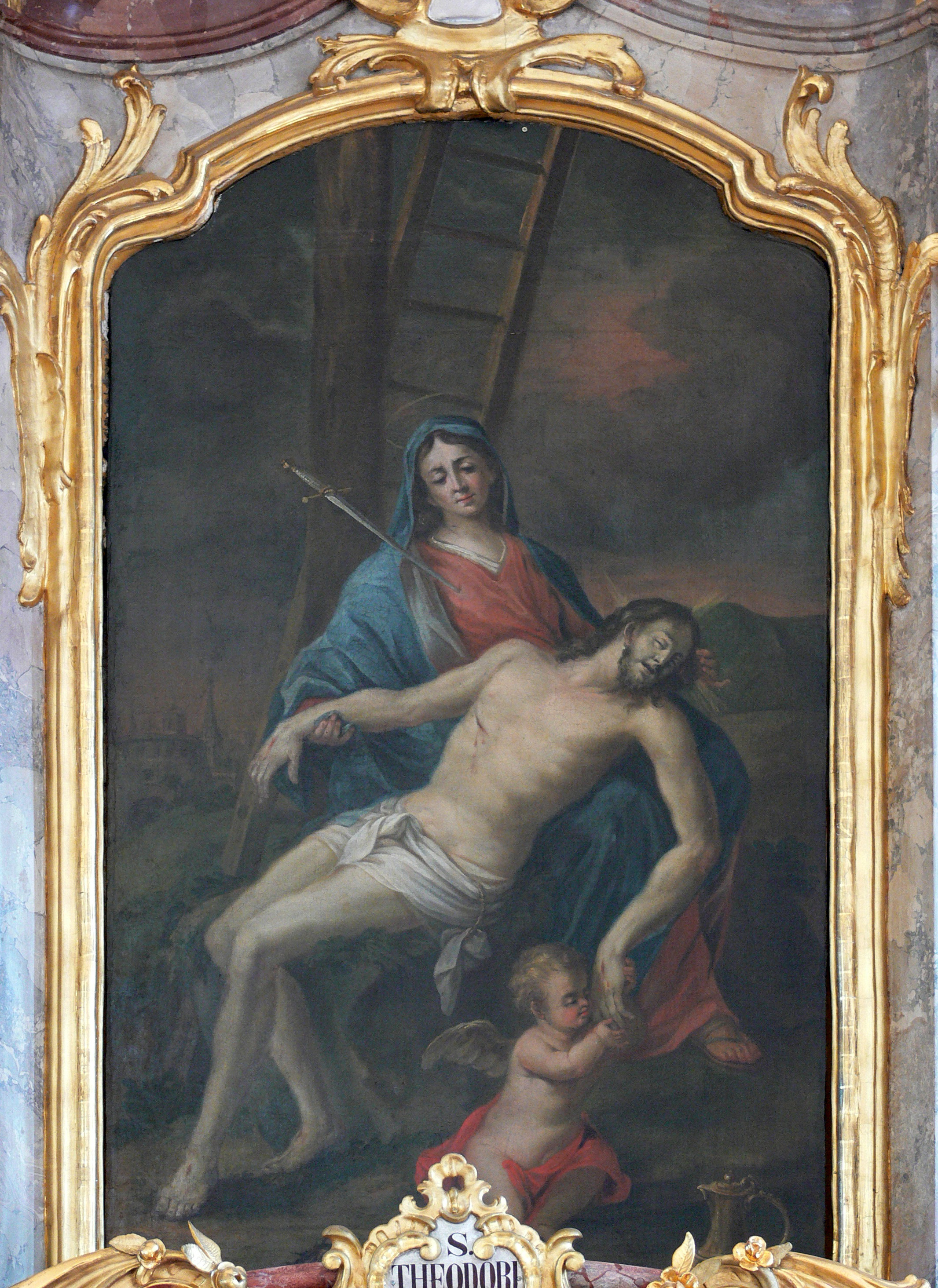
Altarblatt „Pietà“ im rechter Seitenaltar der alten Pfarrkirche St. Aurelius in Lindenberg

## Allgäu
In seiner Heimat schuf Max Bentele Altar- und Kirchenbilder. Seine Werke sind in der Lindenberger Aureliuskirche, in der Scheidegger Pfarrkirche St. Gallus, in der Pfarrkirche St. Margareta in Heimenkirch, in Röthenbach, Ellhofen (10 ölgemalte Apostelbilder in der Pfarrkirche St. Peter und Paul), große Deckenfresken nach eigenen Entwürfen in Maierhöfen, St. Ottmar in Grünenbach und Gestratz, einem Altarbild in St. Michael in Stockheim (Bad Wörishofen) sowie Werke in der Pfarrkirche St. Martin in Scheidegg-Scheffau, Bolsterlang, Wangen, Weitnau, Oberreitnau, Christazhofen, Merazhofen, Siggen, Hohenweiler, Ingenried bei Schongau, Ruderatshofen, Lauchdorf bei Kaufbeuren, Denklingen, Westendorf, Stockheim bei Türkheim, Apfeltrang und Seifriedsberg zu sehen.